# Francisco Javier Errázuriz Ossa
Francisco Javier Errázuriz Ossa, ISch (Santiago do Chile, 5 de setembro de 1933) é um cardeal da Igreja Católica chileno, Arcebispo emérito de Santiago do Chile, foi presidente do Conselho Episcopal Latino-Americano.

## Biografia
É o segundo de seis filhos de Pedro Errázuriz Larraín e Marta Ossa Ruiz. Em 1951 ingressou na Faculdade de Engenharia da Pontifícia Universidade Católica do Chile, durante 8 anos foi membro do Centro de Estudantes e da Federação de Estudantes e integrou grupos universitários do nascente Movimento de Schoenstatt. Fez amizade com o Servo de Deus Mario Hiriart e com ele e outros estudantes deu origem a este movimento apostólico mariano no Chile. Depois, foi estudar filosofia e o doutorado em teologia na Universidade de Friburgo, Suíça, onde foi ordenado presbítero em 16 de julho de 1961, por Manuel Larraín Errázuriz, bispo de Talca.
Em outubro de 1962 conheceu Josef Kentenich, fundador do Instituto Secular dos Padres de Schönstatt, cuja paternidade espiritual considera um dom especial de Deus. Em 1965 foi nomeado Superior Regional no Chile do Instituto Secular dos Padres de Schönstatt, cargo que ocupou até 1971, ano em que foi para o Conselho Geral, na Alemanha. Durante esses anos trabalhou com o cardeal Raúl Silva Henríquez, que havia acolhido o Instituto, então em sua fase organizacional, em sua arquidiocese. Em 1974, foi eleito Superior geral do Instituto e presidente do Conselho Internacional da Obra de Schönstatt, cargo que exerceu até 1990. Neste ano, foi nomeado secretário da Congregação para os Institutos de Vida Consagrada e Sociedades de Vida Apostólica.
Assim, foi eleito arcebispo-titular de Hólar em 22 de dezembro de 1990, sendo consagrado em 6 de janeiro de 1991, na Basílica de São Pedro, pelo Papa João Paulo II, coadjuvado por Giovanni Battista Re, arcebispo-titular de Vescovio, suplente da Secretaria de Estado, e por Justin Francis Rigali, arcebispo-titular de Bolsena, secretário da Congregação para os Bispos, na mesma cerimônia em que foram consagrados os futuros cardeais Jean-Louis Tauran, Vinko Puljić e Julián Herranz Casado. Em 24 de setembro de 1996, foi nomeado arcebispo-bispo de Valparaíso. Foi transferido para a Arquidiocese de Santiago do Chile em 24 de abril de 1998, quando também se tornou Grão-chanceler da Pontifícia Universidade Católica do Chile.
Em 21 de janeiro de 2001, foi anunciada a sua criação como cardeal pelo Papa João Paulo II, no Consistório de 21 de fevereiro, em que recebeu o barrete vermelho e o título de cardeal-presbítero de Santa Maria da Paz. Em 16 de maio de 2003, foi eleito presidente do Conselho Episcopal Latino-Americano (CELAM), para o mandato até 2007. Em 15 de dezembro de 2010, o Papa Bento XVI aceitou sua renúncia ao governo pastoral da arquidiocese de Santiago do Chile, apresentada em conformidade com o cânon 401 § 1 do Código de Direito Canônico.
Em 13 de abril de 2013, foi nomeado pelo Papa Francisco membro do Conselho de Cardeais para ajudar o Santo Padre no governo da Igreja Universal e para estudar um projeto de revisão da constituição apostólica Pastor Bonus na Cúria Romana, onde permaneceu até 15 de novembro de 2018.
É muito criticado por sua postura nos casos de abusos sexuais cometidos por sacerdotes na Igreja do Chile. Em 28 de março de 2019, foi considerado réu em uma ação indenizatória por conta dos casos envolvendo os padres Tito Rivera, Óscar Muñoz e Jorge Laplagne, além do ex-padre Fernando Karadima. Em 4 de dezembro de 2019, enquanto caminhava pelo centro de Santiago, foi duramente repreendido por vários transeuntes, que o questionaram sobre o seu papel e o da Igreja Católica em relação aos casos de abusos sexuais cometidos pelo clero contra menores.

## Conclaves
- Conclave de 2005 - participou da eleição de Joseph Alois Ratzinger como Papa Bento XVI.
- Conclave de 2013 - participou da eleição de Jorge Mario Bergoglio como Papa Francisco.